# Jacques Denjean
Jacques Denjean (1929-París, Francia; 21 de diciembre de 1995) fue un arreglista, compositor, director de orquesta y músico francés que aportó una contribución considerable a la música popular francesa de los años 1960.

## Biografía
Estudiante del Conservatorio de París, ganó el primer premio de piano en 1947, pero volvió rápidamente al jazz, participando en varias orquestas, como la de Alix Combelle, Maxim Saury o Double Six.
En 1961 formó su propia orquesta, una gran banda que publicó sus primeras grabaciones con Polydor. Este grupo combinaba ritmos de rock con sonidos de órgano de jazz y una sección de saxofones y latones. Denjean se distinguió por su apoyo a las estrellas yeyé de esa época con piezas instrumentales. Varias de ellas han sido ampliamente popularizadas por haber sido elegidas como indicativos de programas de radio como «La Route» y «Dans le vent», utilizadas en 1963 para France Inter y Europe 1 respecticvamente, para introducir sus programas musicales.
También compuso la banda sonora de la película Adieu Philippine, de Jacques Rozier.
Entre los cantantes a los que acompañó se encuentran Johnny Hallyday, Françoise Hardy, Dionne Warwick, Nana Mouskouri, Hervé Vilard y François Deguelt.

## Discografía

### Discos
- (1961) «Près de la fontaine» / «La pachanga» / «Ça tourne rond» / «Blue Moon»
- (1961) «The Twist» / «Let's Twist Again» / «Dum Dum» / «You Can Have Her»
- (1962) «Lover please» / «Dream Baby» / «En suivant notre amour» / «Tu l'aimeras toujours»
- (1962) «Madison Time» / «The Big "M"» / «Hugle Buck» / «Swinging the Madison»
- (1963) «La Route (The Hard Way)» / «The Tough Touch (Dans le vent)» / «Sally Go Round The Roses» / «Mickey's Monkey»
- (1964) «Le Train fou» / «Blue Horizon» / «Mistral 20h30» / «Dans la nuit»
- (1964) «Vol 847» / «Super 4» / «Nord 2000» / «Piper»
- (1964) «Ma Vie» / «Que c'est triste Venise» / «Ce Monde» / «Sur ton visage une larme»
- (1965) «Allo Blues» / «Que faut-il faire ?» / «Douze cordes» / «Tonic»
- (1965) «Écoutez-moi» / «Le Ciel, le soleil et la mer» / «Aline» / «Music and News»
- (1968) «Névrose» / «Psychomaniac»

### Álbumes
- (1962) Jazz
- (1963) Un Disque à tout casser